# موري كوني
موري كوني (بالفرنسية: Mory Koné)‏ هو لاعب كرة قدم فرنسي في مركز الدفاع، ولد في 21 أبريل 1994 في باريس في فرنسا. شارك مع منتخب ساحل العاج تحت 17 سنة لكرة القدم ومنتخب فرنسا تحت 17 سنة لكرة القدم ومنتخب فرنسا تحت 18 سنة لكرة القدم ومنتخب فرنسا تحت 19 سنة لكرة القدم ومنتخب فرنسا تحت 20 سنة لكرة القدم. أما مع النوادي، فقد لعب مع نادي بارما ونادي تروا ونادي كروتوني ونادي لومان.

## وصلات خارجية
- موري كوني على موقع الاتحاد الدولي (مؤرشف)  (الإنجليزية)
- موري كوني على موقع رابطة كرة القدم الفرنسية للمحترفين (الإنجليزية)
- موري كوني على موقع قاعدة بيانات كرة القدم.إي يو (الإنجليزية)
- موري كوني على موقع ليكيب (الفرنسية)
- موري كوني على موقع Soccerway.com (الإنجليزية)
- موري كوني على موقع AS.com (الإسبانية)